# Cuphea anisoclada
Cuphea anisoclada är en fackelblomsväxtart som beskrevs av Alicia Lourteig. Cuphea anisoclada ingår i släktet blossblommor, och familjen fackelblomsväxter. Inga underarter finns listade i Catalogue of Life.